# Тонаки (село)
Тонаки (яп. 渡名喜村 Тонаки-сон) — село в Японии, находящееся в уезде Симадзири префектуры Окинава. Площадь села составляет 3,84 км², население — 431 человек (1 августа 2014), плотность населения — 112,24 чел./км².

## Географическое положение
Село расположено на острове Тонаки в префектуре Окинава региона Кюсю.

## Население
Население села составляет 431 человек (1 августа 2014), а плотность — 112,24 чел./км². Изменение численности населения с 1980 по 2005 годы:
| 1980 | 609 чел. |  |
| 1985 | 529 чел. |  |
| 1990 | 560 чел. |  |
| 1995 | 616 чел. |  |
| 2000 | 523 чел. |  |
| 2005 | 531 чел. |  |

## Символика
Деревом села считается Garcinia subelliptica, цветком — Dianthus superbus.